# Sony Ericsson Xperia X1
XPERIA X1是索尼愛立信旗下的一款智能手機，為該公司第一款搭载 Windows Mobile 操作系统的智能机。由台灣宏達電設計及製造，產品代號HTC Kovsky（KOVS100）。2008年2月於巴塞隆那舉辦的移動電訊展（Mobile World Congress 2008）上發表，同年10月27日在歐洲推出。
其主要特色包括3吋輕觸式WVGA屏幕、弧面滑蓋設計（Arc-Slider）、使用Windows Mobile6.1版本、Xperia Panel操作介面，支援多種流動通訊網絡（包括GSM／GPRS／EDGE 四頻、UMTS／HSDPA／HSUPA 四頻）等。

## 手機規格
- 大小：110x17x53毫米
- 重量：145克
- 顏色：黑色、銀色
- 支援網絡：GSM（850|900|1800|1900）,EDGE，HSDPA，HSUPA，UMTS（850|900|1700|1900|2100）屏幕：800x480（WVGA）、3吋、65536色TFT、輕觸式感應（电阻式觸控面板）
- 記憶容量：內置400MB、支援MicroSD
- 輸入：光學搖捍（Optical Joystick）、QWERTY鍵盤、手寫輸入
- 傳輸功能：USB 2.0、aGPS、藍芽、Wi-Fi
- 鏡頭：320萬像素CMOS、副鏡頭30萬畫素CMOS、自動對焦、影片拍攝
- 多媒體格式：mp3、AAC、MPEG4、3GP
- 程式支援：JAVA、CAB
- 訊息功能：SMS、MMS、E-Mail（POP3、IMAP4、SMTP）
- 預載軟件：Internet Explorer Mobile 、Microsoft Office Mobile、Windows Media™ Player Mobile、Windows Live™、Microsoft Outlook Mobile: email、Exchange ActiveSync® 應用軟件、RSS閱讀器、Adobe Reader LE、Opera Browser Mobile
- 瀏覽器：Internet Explorer Mobile、Opera Browser Mobile
- 其他功能：FM收音機、行事曆、計算機、電話簿、飛航模式、鬧鐘、免持擴音器、多和弦鈴聲、視像電話、震動提示、設有3.5mm耳機插頭、A2DP等

## 外部連結
- XPERIA X1 官方網頁
- XPERIA X1 手機技術規格